# 橋港大學
橋港大學（英語：University of Bridgeport），或译布里奇波特大学，是一所位於美國康涅狄格州布里奇波特長島海灣的大學。
1990年左右，橋港大學面臨经济上的困難。校委會長期為了是否讓出學校董事給世界和平教授學會以挽救快倒閉的橋港大學而爭論。

## 學術排名
2017年《美國新聞與世界報導》美國北部最佳大學138位、2017年《華盛頓月刊》美國全國性大學碩士排名499位。2018年在世界大學網路排名位居2184位。

## 認可機構
1996年该校被新英格蘭學校聯會認可。其他認可政府單位與教育機構：
- 美國、中國大陸和台灣的教育部。
- CIHE，ADA，NASAD，CCE，ABET，ACBSP，CNME。[10]

## 知名校友
- 葉宜津，臺灣政治人物，民主進步黨籍立法委員。
- 陳台晟，民主進步黨新潮流系要角陳菊姪子，曾任民進黨任務型國代、教育部次長范巽綠機要秘書、教育部部長杜正勝機要秘書兼部長室專門委員、中鋼集團網際優勢總經理。

## 外部連結
- 橋港大學官方網站 （页面存档备份，存于）